# 111e bataillon de tirailleurs sénégalais
Le 111e Bataillon de Tirailleurs Sénégalais (ou 111e BTS) est un bataillon français des troupes coloniales.

## Création et différentes dénominations
- 16/11/1918 : Le bataillon fournit des hommes pour la formation du 136e BTS
- 21/12/1918 : Le bataillon fournit des hommes pour la formation du 137e BTS

### Sources et bibliographie
Mémoire des Hommes